# Лимаче
Лимаче (шп. Limache) је општина у Чилеу. По подацима са пописа из 2002. године број становника у месту је био 34.948.

## Демографија
| 2002.  |
| ------ |
| 34,948 |